# Козацьке (Черкаський район)
Козацьке — заповідне урочище місцевого значення на території Черкаського району Черкаської області, поблизу селаТаганча.

## Загальна інформація
Площа — 7 га, статус отриманий у 2002 році.